# Herbert Falken

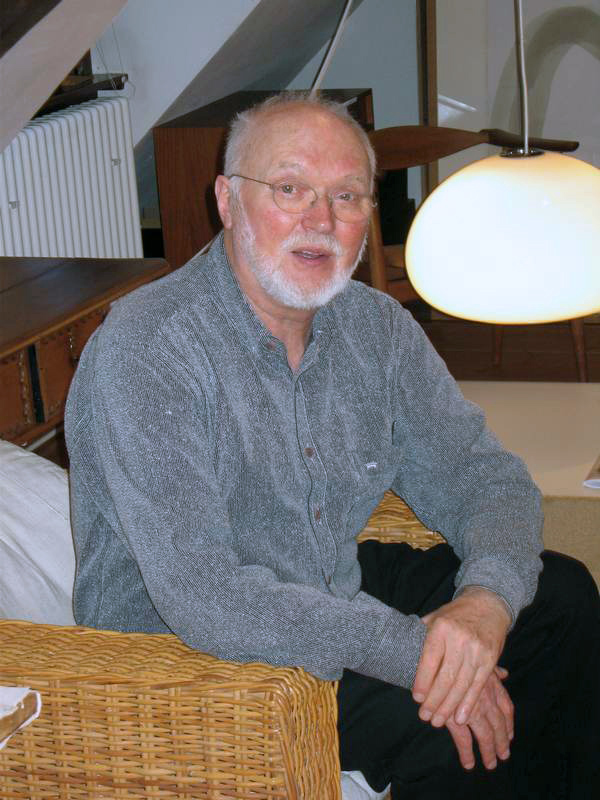
Herbert Falken (2006)

Herbert Falken (* 11. September 1932 in Aachen; † 31. Oktober 2023 in Düren) war ein deutscher römisch-katholischer Priester des Bistums Aachen sowie Zeichner, Maler und Druckgrafiker.

## Leben
Herbert Falken bestand 1953 seine Kaufmannsgehilfenprüfung, bevor er 1958 sein Abitur auf dem Abendgymnasium nachholte. Bis 1964 studierte er dann Philosophie und Theologie in Bonn und Aachen. Nach seiner Priesterweihe 1964 war er bis 1968 Kaplan an der Kirche St. Peter in Uerdingen und von 1968 bis 1977 an St. Gregorius in Aachen-Burtscheid, wurde aber 1974 teilweise freigestellt, um sich verstärkt seiner künstlerischen Arbeit widmen zu können. Von 1977 bis 1989 war er Pastor an St. Josef in Schevenhütte. Sieben der dortigen 22 Kirchenfenster (Antik-,Opalglas/Blei/Schwarzlot) stammen von Falken, die übrigen 15 von Georg Meistermann.
Als Künstler war Falken Autodidakt. Seine ersten Zeichnungen entstanden 1949, die ersten Gemälde 1950. Seine erste größere Ausstellung hatte er 1964 zusammen mit Benno Werth im Suermondt-Museum in Aachen. Die Teilnahme an der documenta VI 1977 machte ihn auch international bekannt. 1988 wurde er Beauftragter für Kunst im Bistum Aachen.
Seine Werke sind in bedeutenden Sammlungen vertreten, unter anderem Ludwig Forum Aachen, Suermondt-Ludwig-Museum Aachen, Sammlung Kunst aus Nordrhein-Westfalen in der ehemaligen Reichsabtei Kornelimünster, Museum Ludwig Köln, Kolumba Köln, Käthe Kollwitz Museum Köln, Schloss Moyland, Museum für Sepulkralkultur Kassel, Staatsgalerie Stuttgart und Museum am Dom (Würzburg). Weiterhin in den Museen von Düsseldorf, Bonn, Düren, Ludwigshafen, im Institut für Geschichte der Medizin an der Universität Düsseldorf, in der Kunstsammlung der deutschsprachigen Gemeinschaft Eupen/Belgien, in den bischöflichen Akademien zu Aachen und Münster, in der evangelisch-theologischen Fakultät der Universität Erlangen und der katholisch-theologischen Fakultät der Universität Bonn sowie in zahlreichen Privatsammlungen. Die Schriftzeugnisse befinden sich im Rheinischen Archiv für Künstlernachlässe Bonn (RAK).
Herbert Falken beschäftigte sich mit der menschlichen Kreatur, ihrem Widerstreit mit sich selbst, mit Krankheit, Welt und Gott. Zuletzt sind auch großformatige abstrakte Arbeiten entstanden. Falken war Mitglied im Deutschen Künstlerbund.
Falken wohnte zeitweilig im Kreuzauer Ortsteil Langenbroich in der Nähe des Sommerhauses von Heinrich Böll, mit dem er freundschaftlich verbunden war. Seit Beginn seiner Pfarrtätigkeit bis zum Jahr 2006 wohnte Falken im Pfarrhaus Schevenhütte. Zuletzt hatte er seinen Wohnsitz im Dürener Altenheim St. Gertrud, wo er am 31. Oktober 2023 im Alter von 91 Jahren verstarb. Er wurde im Columbarium St. Gregorius auf eigenen Wunsch beigesetzt. Hier sind auch sein Sintflutzyklus und sein Kreuzweg (Passionszyklus) ausgestellt.

## Auszeichnungen und Stipendien
- 1981: Gebhard-Fugel-Kunstpreis, München
- 1990: Gastaufenthalt Villa Romana (Florenz)
- 1990: Kunstpreis Stiftung Bibel und Kultur, Stuttgart
- 1998: Ehrendoktor der Katholisch-Theologischen Fakultät der Universität Bonn
- 2007: Kunstpreis des Kreises Düren
- 2008: Ehrenpreis der Evangelisch-Lutherischen Kirche in Bayern

## Einzel- und Gruppenausstellungen (Auswahl)
- 1953: Herbert Falken – Paris Bilder, Suermondt-Ludwig-Museum, Aachen
- 1962: Apokalypse, Bischöfliche Akademie des Bistums Aachen, Aachen
- 1970: Scandalum crucis, Suermondt-Ludwig-Museum, Aachen
- 1971: Deutsche Gesellschaft für christliche Kunst (DG), München
- 1971: Mostra internazionale di arte sacra per la casa, Angelicum Milano
- 1974: Krankenbilder, Neue Galerie Sammlung Ludwig, Aachen
- 1974: David vor Saul, Bischöfliche Akademie des Bistums Aachen, Aachen
- 1977: Documenta 6 (Zeichnungsausstellung Orangerie), Kassel
- 1980: Zeichen des Glaubens. Geist der Avantgarde. Religiöse Tendenzen in der Kunst des 20. Jahrhunderts, Große Orangerie Schloss Charlottenburg, Berlin
- 1981: Christusbild im 20. Jahrhundert, Neue Galerie der Stadt Linz
- 1982: Herbert Falken. Zeichnungen 1972–1981, Suermondt-Ludwig-Museum, Aachen
- 1984: Hommage (à Francis Bacon), Obere Galerie – Haus am Lützowplatz – Kunstamt Tiergarten, Berlin
- 1985: Herbert Falken. Jakobskampf, St. Egidien (Nürnberg)
- 1986: Totentanz, Mannheimer Kunstverein
- 1986: Christusbilder (Arbeiten 1972–1986), Bischöfliche Akademie des Bistums Aachen, Aachen
- 1986: German Contemporary Drawings, National Arts Club, New York
- 1986: Landschaften / Akte, Galerie Hennemann, Bonn
- 1987: Ecce Homo (Begleitausstellung zur Documenta 8), Kassel
- 1990: Gegenwart / Ewigkeit, Martin-Gropius-Bau, Berlin
- 1991/92: Fuente. Juan de la Cruz 1591–1991, De Nieuwe Kerk, Amsterdam
- 1991: Museum und Kirche, Wilhelm-Lehmbruck-Museum Duisburg
- 1991: Herbert Falken. Mein Michelangelo, Galerie Koppelmann, Köln
- 1993: Herbert Falken. Aus der Dunkelheit für das Licht, Käthe Kollwitz Museum Köln und Leopold-Hoesch-Museum, Düren
- 1993: Aus Passion: Hommage an Franz Joseph van der Grinten, Museum Katharinenhof, Kranenburg
- 2002: Herbert Falken. Arbeiten der 90er Jahre, Kolumba. Museum des Erzbistums Köln
- 2012: Leopold-Hoesch-Museum, Düren
- 2022: Der Kampf mit dem Engel, Suermondt-Ludwig-Museum, Aachen